# Penuel

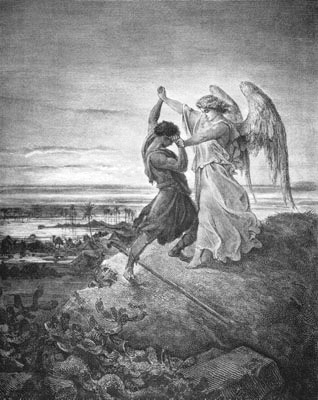
Gustave Doré Walka Jakuba z aniołem

Penuel – miejsce w Zajordaniu, na północ od rzeki Jabbok, w pobliżu Sukkot. Jakub miał tutaj zmagać się z tajemniczą postacią i otrzymać imię Izrael (Rdz 32,25-32). Później powstało tu miasto. Według Biblii Gedeon, podczas pościgu za Midianitami, nie otrzymał tu pomocy i wracając wymordował mieszkańców miasta, a lokalną warownię zrównał z ziemią (Sdz 8,4-17). Później Penuel stał się, z inicjatywy króla Jeroboama I, drugą po Sychem stolicą północnego królestwa Izraela (1 Krl 12,25).